# Jiří Daehne
Jiří Daehne (4. srpna 1937, Holešov – 17. srpna 1999, Krnov) byl český učitel, básník a prozaik. Používal i pseudonym Ladislav Friedmann.

## Život
Maturoval roku 1955 na gymnáziu v Krnově. Poté pokračoval ve studiu na Filozofické fakultě Univerzity Palackého v Olomouci, kterou úspěšně dokončil roku 1960 v učitelském oboru výtvarná výchova aruský jazyk. Od roku 1963 pracoval jako učitel výtvarné výchovy na Střední pedagogické škole v Krnově, kde žil až do konce svého života.
Své první básně publikoval již v době svých vysokoškolských studií v časopise Tribuna. Verše publikoval v různých časopisech i novinách, později vydával své sbírky v samizdatu. Jeho básnická tvorba odráží zážitky z dětství i dospělosti, osobní i společenské události. Je autorem dvanáctí básnických sbírek, z nichž řadu vydal vlastním nákladem, dále sbírky fantastických povídek a několika odborných publikací týkajících se výtvarné výchovy.

## Výběrová bibliografie

### Odborné práce
- O současném pojetí praktické výtvarné výchovy v mateřské škole (1972).
- O nástrojích, materiálech a technikách výtvarné práce v mateřské škole (1972).
- O námětech výtvarné práce v mateřské škole (1972).
- Nástin metodiky mateřskoškolské výtvarné a hudební výchovy (1976).

### Básnické sbírky
- Berný peníz (1979), memoárová poezie zahrnující autorovo dětství, mládí a ranou dospělost.
- Radobýl (1981), vydáno v samizdatu, knižně až po autorově smrti roku 2010.
- Archeologie (1981), vydáno v samizdatu, básně, jejichž lyrická obraznost vychází z uměleckých artefaktů minulosti.
- Zelené dějiště (1990), přírodní a společenská poezie.
- Zelený brevíř: verše z let 1988–92 (1995), reflexivní a meditativní přírodní lyrika.
- Gramofon v okně: verše z let 1975–1981 (1995), memoárově laděné básně.
- Ztráta rodného domu: verše z léta 1995 a s nimi souznějící starší (1996).
- Věstonická píšťalka (1996), básně věnované problémům současného života.
- Podobizny krajiny: z veršů let 1993 a 1994 (1996), básně s přírodní tematikou.
- Bosá Barunka (1997), básně inspirované Boženou Němcovou.
- PF 1998: Šest básní ze sbírky Archeologie (1997).
- Věstonická Venuše: dvacet básní ze sbírky Archeologie (1998).

### Próza
- Sedm semen z Jidášova stromu (2012), soubor fantastických povídek vydaných z pozůstalosti. (Ed. Libor Martinek.)